# Keny Arroyo
Keny Alexander Arroyo Alvarado (Guayaquil, 14 febbraio 2006) è un calciatore ecuadoriano, attaccante del Beşiktaş.

## Caratteristiche tecniche
Ricopre il ruolo di ala sinistra.

## Carriera

### Club
Arroyo è cresciuto nel settore giovanile dell'Independiente del Valle, con cui ha debuttato il 2 dicembre 2023 nell'incontro di Primera Categoría Serie A perso 2-1 contro l'El Nacional. Il 22 febbraio 2024 ha prolungato il contratto fino al 2027 ed è stato definitivamente promosso in prima squadra Ha segnato il suo primo gol il 7 aprile seguente contro il Libertad.

### Nazionale
Nel 2023 con l'Ecuador Under-17 ha partecipato al campionato sudamericano di categoria., concluso al secondo posto dietro al Brasile, ed al campionato mondiale di categoria
Il 15 ottobre 2024 esordisce in nazionale maggiore nel pareggio esterno contro l'Uruguay (0-0).

## Statistiche

### Presenze e reti nei club
Statistiche aggiornate al 31 maggio 2024.
| Stagione        | Squadra                 | Campionato      | Campionato | Campionato | Coppe nazionali | Coppe nazionali | Coppe nazionali | Coppe continentali | Coppe continentali | Coppe continentali | Altre coppe | Altre coppe | Altre coppe | Totale | Totale | Totale |
| Stagione        | Squadra                 | Comp            | Pres       | Reti       | Comp            | Pres            | Reti            | Comp               | Pres               | Reti               | Comp        | Pres        | Reti        | Pres   | Reti   |        |
| --------------- | ----------------------- | --------------- | ---------- | ---------- | --------------- | --------------- | --------------- | ------------------ | ------------------ | ------------------ | ----------- | ----------- | ----------- | ------ | ------ | ------ |
| 2023            | Independiente del Valle | A               | 1          | 0          | CE              | 0               | 0               | CL                 | 0                  | 0                  | SE+RS       | 0           | 0           | 1      | 0      |        |
| 2024            | Independiente del Valle | A               | 13         | 1          | CE              | 0               | 0               | CL                 | 5                  | 0                  |             | -           | -           | 18     | 1      |        |
| Totale carriera | Totale carriera         | Totale carriera | 14         | 1          |                 | 0               | 0               |                    | 5                  | 0                  |             | -           | -           | 19     | 1      |        |

### Cronologia presenze e reti in nazionale
| Cronologia completa delle presenze e delle reti in nazionale ― Ecuador | Cronologia completa delle presenze e delle reti in nazionale ― Ecuador | Cronologia completa delle presenze e delle reti in nazionale ― Ecuador | Cronologia completa delle presenze e delle reti in nazionale ― Ecuador | Cronologia completa delle presenze e delle reti in nazionale ― Ecuador | Cronologia completa delle presenze e delle reti in nazionale ― Ecuador | Cronologia completa delle presenze e delle reti in nazionale ― Ecuador | Cronologia completa delle presenze e delle reti in nazionale ― Ecuador |
| Data                                                                   | Città                                                                  | In casa                                                                | Risultato                                                              | Ospiti                                                                 | Competizione                                                           | Reti                                                                   | Note                                                                   |
| ---------------------------------------------------------------------- | ---------------------------------------------------------------------- | ---------------------------------------------------------------------- | ---------------------------------------------------------------------- | ---------------------------------------------------------------------- | ---------------------------------------------------------------------- | ---------------------------------------------------------------------- | ---------------------------------------------------------------------- |
| 15-10-2024                                                             | Montevideo                                                             | Uruguay                                                                | 0 – 0                                                                  | Ecuador                                                                | Qual. Mondiali 2026                                                    | -                                                                      | 80’                                                                    |
| 14-11-2024                                                             | Guayaquil                                                              | Ecuador                                                                | 4 – 0                                                                  | Bolivia                                                                | Qual. Mondiali 2026                                                    | -                                                                      | 69’                                                                    |
| Totale                                                                 |                                                                        | Presenze                                                               | 2                                                                      |                                                                        | Reti                                                                   | 0                                                                      |                                                                        |

## Palmarès

### Club

#### Competizioni internazionali
- Recopa Sudamericana: 1

Independiente del Valle: 2023